# 엠브라에르 E-Jets
엠브라에르 E-Jets(Embraer E-Jets)는 브라질의 엠브라에르에서 제작한 100인승 규모의 중단거리 쌍발 제트여객기다. E-Jet 시리즈는 기존의 ERJ 시리즈의 단점을 보완하기 위해 설계되었으며 1997년, 개발을 발표하였다. 이후 2002년, 초도비행을 하였고 이후 2004년, LOT 폴란드 항공에 인도를 시작하였다. 

## 역사

### 개발 배경
1990년대, 기존의 ERJ 시리즈의 고수요로 이를 보완할 항공기 개발을 검토하였다. 1997년, 엠브라에르는 신형 항공기 개발을 공식 발표하였으며 1999년, 프로토타입을 공개하였다. 개발 후 레지오날 ERJ-170 항공기 10대를 발주하엿으며, 스위스의 크로스에어는 ERJ-170과 ERJ-190을 각각 30대를 발주하였다. 

## 제작 항공기 목록

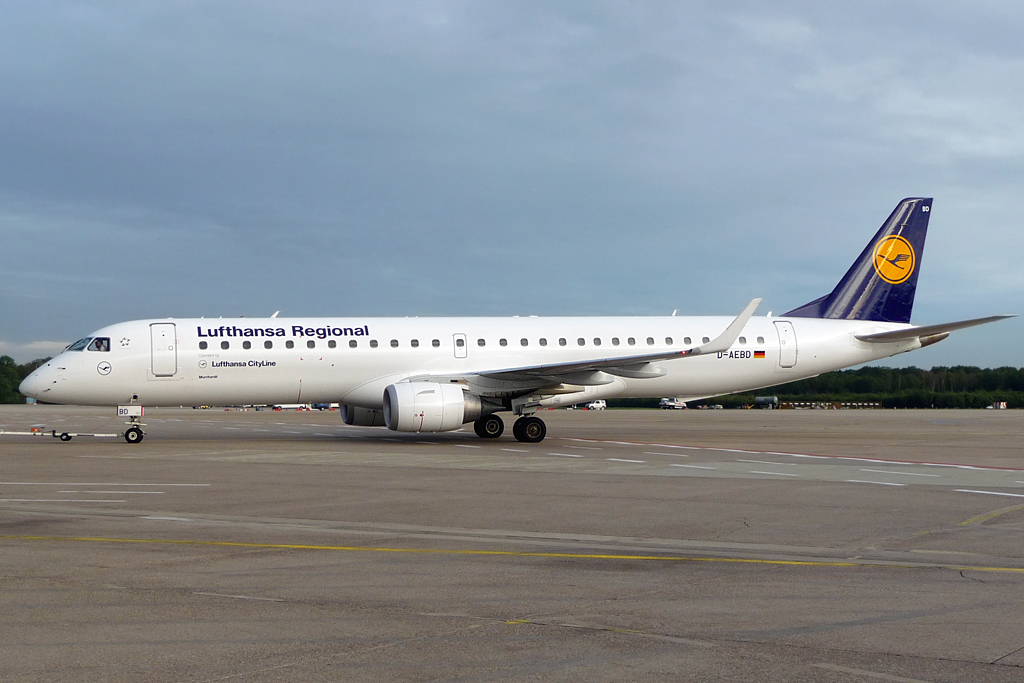
루프트한자 리저널의 엠브라에르 E195LR.

관련 개발
- 엠브라에르 리니지 1000
- 엠브라에르 C-390

유사 항공기
- ACAC ARJ21
- 에어버스 A318
- 안토노프 An-148
- 보잉 717
- 보잉 737-600
- 봄바디어 CRJ700
- 포커 70
- 포커 100
- 수호이 슈퍼제트 100
- 투폴레프 Tu-334
- 야코블레프 Yak-42D

## 같이 보기
- 항공기 목록